# Sound the Alarm
Sound the Alarm is een ep van de Amerikaanse ska-punkband Less Than Jake dat werd uitgegeven op cd en (gekleurd) 12-inch vinyl via Pure Noise Records op 3 februari 2017. Het bevat zeven nummers die nog niet eerder zijn uitgegeven en is gemixt en gemasterd door Jason Livermore in The Blasting Room en geproduceerd door zanger en gitarist Roger Lima bij de Moathouse Recording Studio.

## Nummers
1. "Call to Arms" - 2:36
2. "Whatever the Weather" - 3:00
3. "Bomb Drop" - 3:06
4. "Welcome to Life" - 2:43
5. "Good Sign" - 3:28
6. "Years of Living Dangerously" - 3:08
7. "Things Change" - 2:48

## Band
- Chris DeMakes - zang, gitaar
- Roger Manganelli - zang, basgitaar
- Peter Wasilewski - tenorsaxofoon
- Buddy Schaub - trombone
- Vinnie Fiorello - drums